# Pegomya nervicincta
Pegomya nervicincta este o specie de muște din genul Pegomya, familia Anthomyiidae. A fost descrisă pentru prima dată de Stein în anul 1911.
Este endemică în Bolivia. Conform Catalogue of Life specia Pegomya nervicincta nu are subspecii cunoscute.